# A Doggone Mixup
A Doggone Mixup è un cortometraggio statunitense del 1938, diretto da Charles Lamont.

## Trama
Harry, un impiegato, è un patito delle offerte commerciali: prima di lasciare l’ufficio ha già acquistato un collare, un’enorme confezione di biscotti per cani e una cuccia, e tutto ciò senza avere un cane.
Quando torna a casa, però, ha fatto fronte alla sua mancanza, e si presenta alla moglie oltre che con tutta la mercanzia che ha comperato anche con un grosso cane San Bernardo.
L’animale si rivelerà vivace e confusionario almeno quanto Harry, provocando molti guai e le proteste di tutto il vicinato. La coppia non ha cuore di liberarsene, e se lo porta in campeggio, dove il cane mette in serio pericolo la roulotte dei padroni, per poi riuscire a recuperarla prima che cada in una scarpata, ma non potendo evitare che si sfasci comunque.
Harry allora acquista una polizza da un assicuratore di passaggio, una vera occasione.